# نظرية التناقض الذاتي
تنصّ نظرية التناقض الذاتي على أن الأفراد يقارنون ذاتهم «الفعلية» بالمعايير الداخلية أو «الذات المثالية/الواجبة». ترتبط التضاربات بين «الفعلي» و«المثالي» (النسخة المثالية من ذاتك التي تنشأ من تجارب الحياة) و«الواجب» (الذي يشعر الشخص بأنه ينبغي أن يكونه أو يصبح عليه) بالمضايقات العاطفية (على سبيل المثال، الخوف والخطر والقلق). يُعتبر التناقض الذاتي بمثابة هوّة بين تمثيليّ الذات، والذي يفضي بدوره إلى مشاعر سلبية.
توفّر النظرية التي طوّرها إدوارد توري هيجنز في عام 1987 قاعدةً لفهم كيفية ارتباط أنواع مختلفة من التناقضات بين أشكال تمثيل الذات مع أنواع نقاط الضعف العاطفية المختلفة. سعى هيجنز إلى توضيح الفكرة القائلة بأن الخلاف الداخلي أحد أسباب حدوث الاضطرابات العاطفية والنفسية. أثبتت العديد من النظريات السابقة هذا المفهوم، بما في ذلك نظرية التضارب الذاتي، ونظرية التنافر المعرفي، ونظرية اختلال التوازن (على سبيل المثال، هيدر، عام 1958). ومع ذلك، أراد هيجنز اتّخاذ خطوة أخرى إلى الأمام، وذلك من خلال تعيين المشاعر المحدّدة التي برزت نتيجةً لهذه الخلافات الداخلية. أقرّت نظريات اختلال التوازن الذاتي السابقة بوجود مشاعر إيجابية أو سلبية وحسب. تُعتبر نظرية التناقض الذاتي النظرية الأولى التي حدّدت مشاعر معيّنة وأثّرت على التفاوت.
تقترح النظرية كيفية تمثيل مجموعة متنوّعة من التناقضات الذاتية لمجموعة متنوعة من أشكال المواقف النفسية السلبية المرتبطة بأنواع مختلفة من عدم الارتياح. يتمثّل الهدف الأساسي لنظرية التناقض الذاتي في خلق فهم لأنواع الأفكار المتناقضة التي من شأنها دفع الأفراد إلى الشعور بأنواع مختلفة من المشاعر السلبية.
بُني هيكل النظرية استنادًا إلى ثلاث أفكار؛ أولها تصنيف الأنواع المختلفة من عدم الارتياح التي يشعر بها الأشخاص الذين اختبروا مُثلًا متباينةً، وكذلك الأنواع المختلفة من نقاط الضعف العاطفية التي يمكن الشعور بها من خلال الأنواع المختلفة من التناقضات، وأخيرًا النظر في تأثير التناقضات المختلفة على أشكال وأنواع عدم الارتياح الذي يُحتمل أن يختبره الأفراد.

## مجالات الذات
تفترض النظرية وجود ثلاثة مجالات أساسية للذات:

### الفعلية
تُعتبر الذات الفعلية تمثيلًا للسمات التي تعتقد أنّك تمتلكها بالفعل، أو التي تعتقد أنّ الآخرين يعتقدون أنك تمتلكها. يُنظر إلى «الذات الفعلية» على أنها مفهوم الشخص الأساسي الذاتي، أي أنّها تصوّر الشخص لمميزاته الخاصة (الذكاء والمظهر الرياضي والجاذبية، إلخ).

### المثالية
تُعتبر الذات المثالية تمثيلًا للسمات التي يرغب شخص ما (أنت أو شخص آخر) في أن تمتلكها أنت (أي تمثيل لآمال وتطلّعات أو رغبات شخص ما فيما يتعلّق بك). يُنظر إلى «الذات المثالية» على أنها ما يحفّز الأفراد عادةً على التغيير والتحسين والإنجاز.
يركّز نظام التنظيم الذاتي المثالي على وجود أو عدم وجود نتائج إيجابية (مثل تقديم الحب أو سحبه).

### الواجبة
تُعتبر الذات الواجبة تمثيلًا للسمات التي يعتقد شخص ما (أنت أو شخص آخر) أنك يجب أن تمتلكها (أي أنها تمثيل لإحساس شخص ما بواجبك أو التزاماتك أو مسؤولياتك).
يركّز نظام التنظيم الذاتي الواجب على وجود أو عدم وجود نتائج سلبية (على سبيل المثال، النقد الموجّه أو المعلّق).

## المواقف المرتبطة بالذات
استحدثت نظرية التناقض الذاتي أهمية النظر في موقفين مختلفين (أو زاويتين) تُدرك من خلالهما «الذات». تُعرّف المواقف المرتبطة بالذات بأنّها «مواقف يمكن من خلالها الحكم عليك، إذ تعكس مجموعة من السلوكيات والقيم».

### الذاتي
موقف الفرد الذاتي الشخصي.

### الآخر
موقف الأشخاص الآخرين المهمّين. قد تشمل قائمة الآخرين المهمين الوالدين أو الأشقاء أو الأزواج أو الأصدقاء. يُعتبر موقف «الآخر» تمثيلًا لما تتصوره الذات حول موقف الآخرين المهمّين.
لم تركّز النظريات السابقة على المجال المختلف للذات من زاوية المواقف المختلفة المرتبطة بهذه المجالات بشكل منهجي، باستثناء النظريات التي ركّزت على الذات الفعلية. توفر هاتان البنيتان أساس التناقض؛ أي عندما تتعارض بعض من مجالات الذات مع بعضها البعض، يختبر الأفراد مؤثّرات عاطفية معيّنة (على سبيل المثال، معتقدات الفرد المتعلّقة بالسمات التي يرغب في امتلاكها بشكل مثالي، مقابل معتقداتك المرتبطة بالسمات التي يرغب شخص آخر مهم –مثل أمّك- في أن تمتلكها أنت بشكل مثالي).

## التناقضات
تخلق التناقضات نوعين رئيسيين من المواقف الفسيولوجية السلبية: غياب النتائج الإيجابية المصاحبة للمشاعر السلبية المرتبطة بالحزن، وتواجد النتائج السلبية المصاحبة للمشاعر المرتبطة بالإثارة.
| الواجبة   | المثالية  | الفعلية    |        |
| دليل ذاتي | دليل ذاتي | مفهوم ذاتي | الذاتي |
| دليل ذاتي | دليل ذاتي | مفهوم ذاتي |        |

### مفهوم ذاتي

#### الفعلية/الذاتي مقابل الفعلية/الآخر
تُعتبر تمثيلات حالة الذات هذه بمثابة مفهوم الذات الأساسي (المرتبط بموقف واحد أو بكلي الموقفين). يمكن وصف التناقضات بين مفهوم الذات الذاتي ومفهوم الذات الآخر بوصفه أزمة هوية، التي غالبًا ما تحدث خلال فترة المراهقة. يُعتبر الشعور بالذنب سمة تناقضية مخصصة وناجمة عن المنظور الذاتي، بينما يُعتبر الشعور بالعار سمةً تناقضية مخصصةً وناجمةً عن المنظور الآخر.

### دليل ذاتي

#### الفعلية/الذاتي مقابل المثالية/الذاتي
لا تتطابق رؤية الفرد لسماته الفعلية مع السمات المثالية التي يرغب في تطويرها في إطار هذا التناقض. يتّسم التناقض بين الدلائل الذاتية بالمشاعر المرتبطة بالحزن، مثل خيبة الأمل والاستياء. بينما ترتبط التناقضات الفعلية/المثالية بانخفاض تقدير الذات، وتتّسم بالخطر المتمثّل بغياب النتائج الإيجابية. وعلى وجه التحديد، من المتوقّع أن يكون الشخص سريع التأثر ومعرّضًا لخيبة الأمل أو الاستياء، وذلك بسبب ارتباط هذه المشاعر بإيمان الأفراد بعدم تحقق رغباتهم الشخصية. وُصفت هذه المشاعر بأنها مرتبطة بموقف الأفراد الذاتي ومتناقضة مع آمالهم أو رغباتهم أو مُثلهم. تشير الطبيعة التحفيزية لهذا التناقض أيضًا إلى إمكانية ربطه بالإحباط، نتيجةً لعدم تحقيق هذه الرغبات. يرتبط كل من مشاعر استحقاق اللوم، والافتقار إلى الاهتمام بأي شيء، وعدم الشعور بالفعالية بالتناقض. إضافةً إلى ذلك، يرتبط هذا التناقض بالحزن الناجم عن الافتقار المتصوّر للفعالية أو تحقيق الذات. توجد علاقة فريدة بين هذا التناقض والاكتئاب أيضًا.

#### الفعلية/الذاتي مقابل المثالية/الآخر
هنا، لا تتطابق رؤية الشخص لسماته الفعلية مع السمات المثالية التي يرغب الشخص الآخر المهم أو يأمل في وجودها في الشخص. يتّسم الدليل الذاتي المثالي بغياب النتائج الإيجابية المصاحبة للمشاعر المرتبطة بالحزن، وذلك بسبب اعتقاد الشخص بأنه فشل في تحقيق آمال أو رغبات الأشخاص المهمين الآخرين على وجه الخصوص، إذ من المرجّح أن يعتقد الشخص أنه خيّب أمل أو لم يرضِ الشخص الآخر المهم. وبالتالي، يصبح الأفراد أكثر عرضةً للشعور بالعار أو الإحراج أو الإحباط، وذلك لأن هذه المشاعر مرتبطة باعتقاد الأفراد بأنهم قد فقدوا مكانتهم أو احترامهم بالنسبة للآخرين. وُصف تحليل لشعور العار والمشاعر الأخرى ذات الصلة ارتباطهم بموقف شخص ما أو أكثر وبالتناقضات مع الإنجاز/أو الحالة المعياريين. تصف بعض التحليلات الأخرى العار على أنه مرتبط بالقلق من فقدان عاطفة الآخرين أو تقديرهم. يشعر الشخص بالخجل وعدم الجدارة عندما يُدرك الناس الفرق بين ذات الشخص الفعلية وذاته الاجتماعية المثالية. ينطوي العار الذي غالبًا ما يحدث بعد الفشل في تحقيق أهداف أو رغبات الآخرين الهامة على الحرج والتعرّض المفترض لاستياء الآخرين. ارتبط الشعور بانعدام الفخر، والافتقار إلى الثقة بالذات والأهداف، والشعور بالوحدة، والشعور بالحزن، وفقدان الشعور بالاهتمام بالأشياء مع هذا التناقض. يرتبط هذا التناقض أيضًا بالحزن الناجم عن الفقدان المتوقع أو المتصوّر للعاطفة أو التقدير الاجتماعيين.